# Čičánek
Rybník Čičánek je rybník o rozloze vodní plochy asi 1,8 ha, zhruba lichoběžníkovitého tvaru tvaru, nalézající se v polích na bezejmenném potoce asi 1,5 km severně od centra obce Nepasice v okrese Hradec Králové. Je zakreslen již na mapovém listě č. 96 z prvního vojenského mapování z let 1764–1768. 
Rybník je využíván pro chov ryb.

## Galerie

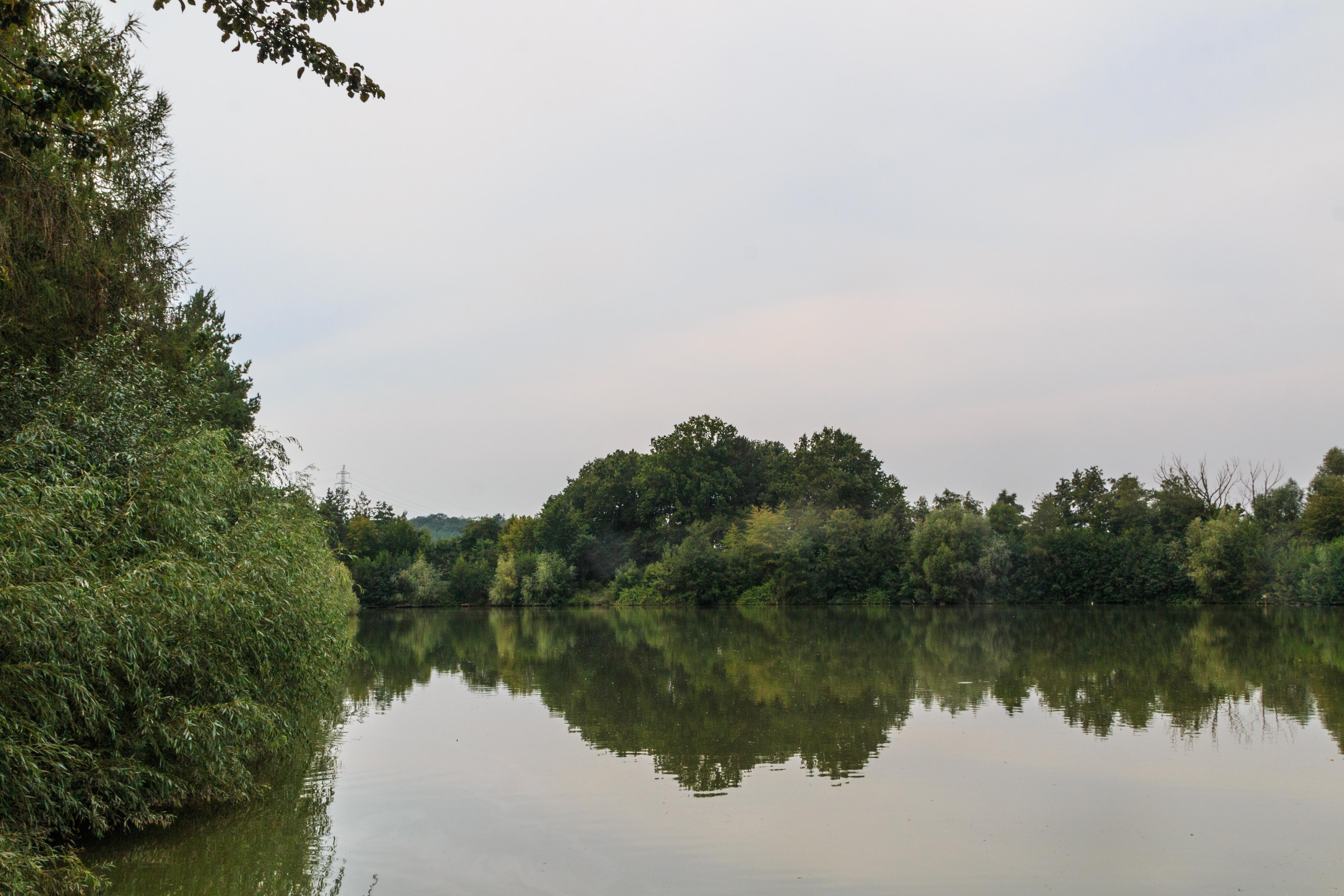
Pohled na rybník Čičánek
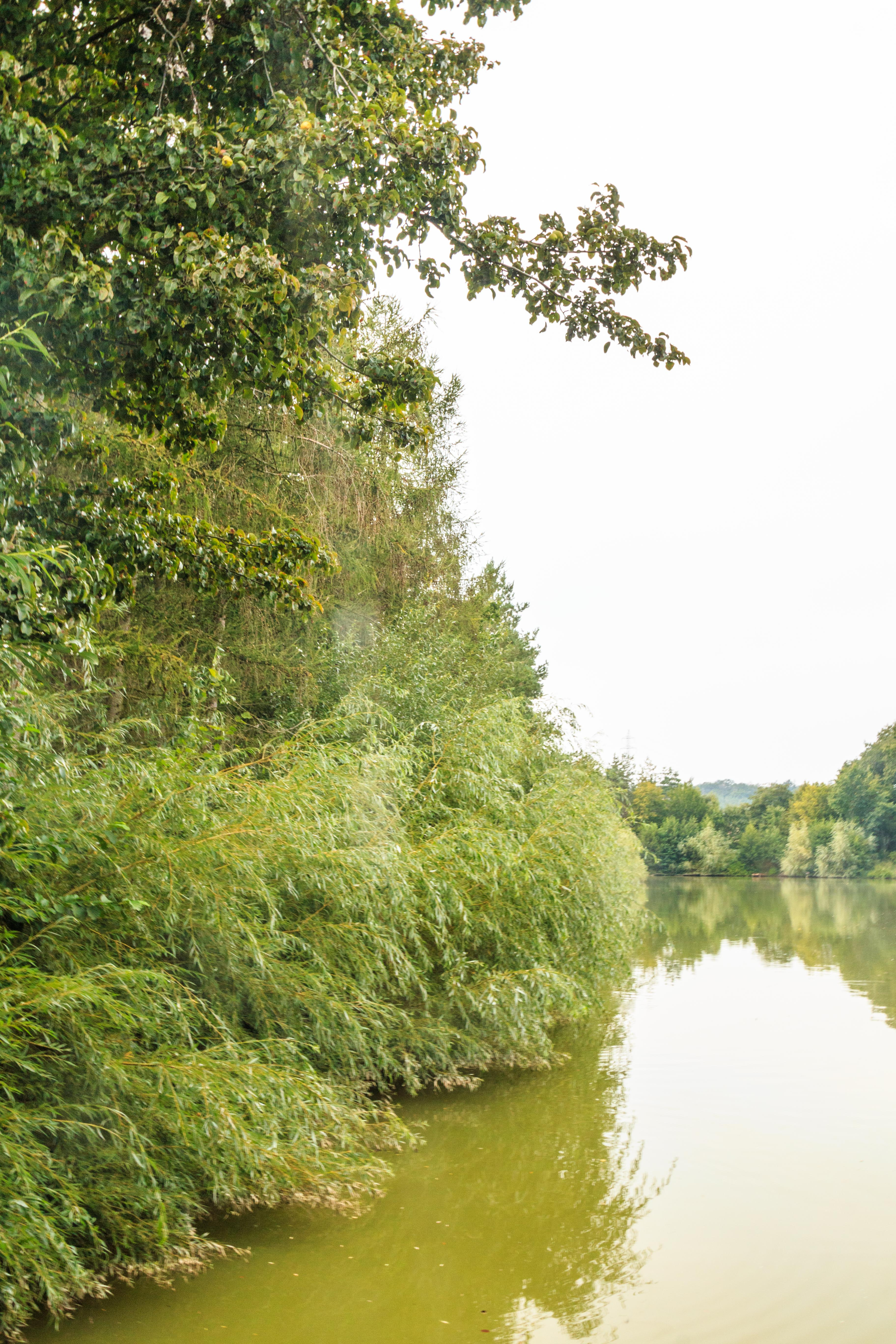
Pohled na rybník Čičánek
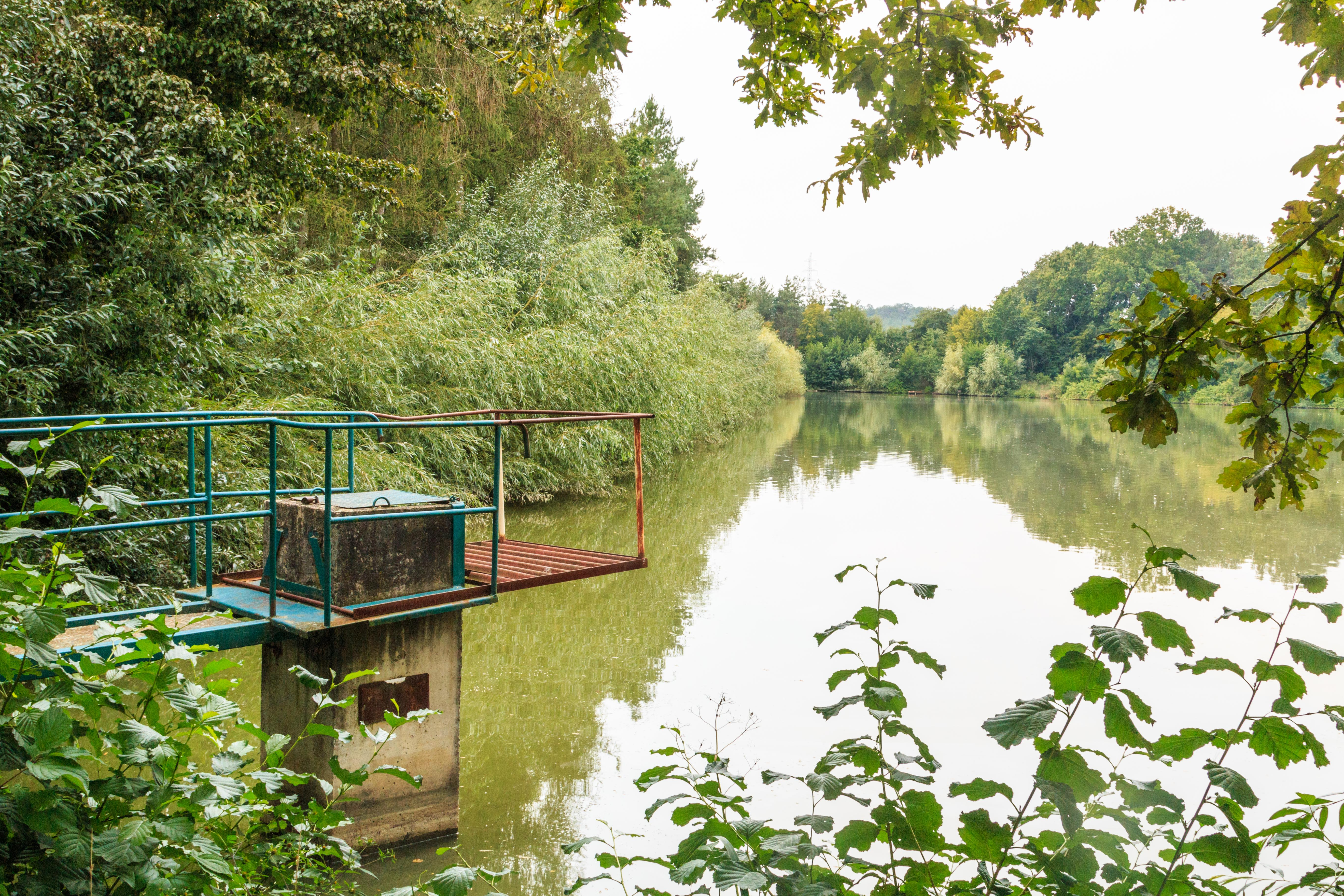
Pohled na rybník Čičánek